# Gramática del turco

## Introducción

### Armonía vocálica- Ünlü uyumu
La vocales anteriores (e, i, ö, ü) tienen que ser seguidas por las vocales anteriores y las vocales posteriores (a, ı, o, u) deben ser seguidas por las vocales posteriores. Esta regla se llama la "armonía palatal" (Büyük ünlü uyumu), ej: çiçek (flor), gömlek (camisa), küçük (pequeño)...
Las vocales llanas (a, e, ı, i) tienen que ser seguidas por las vocales llanas; pero las vocales redondeadas (o, u,ö,ü) deben ser seguidas por las vocales bajas y llanas (a/e) o altas y redondeadas (u/ü). Esta regla se llama la "armonía labial" (küçük ünlü uyumu), ej: oduncu (leñador), kömürcü (carbonero), köylülerle (con los campesinos)
Según estas reglas, cada vocal puede ser seguida solo por dos vocales, que son:
| Vocal precedente | Vocal siguiente |
| e                | e, i            |
| i                | e, i            |
| ö                | e, ü            |
| ü                | e, ü            |
| a                | a, ı            |
| ı                | a, ı            |
| o                | a, u            |
| u                | a, u            |

Todos lo sufijos también observan las mismas reglas.
Hay excepciones a la armonía de las vocales:
En turco, las palabras que no concuerdan con la regla de "la armonía de las vocales" son en general palabras de origen extranjero (la mayoría son de origen árabe persa y francés. Sin embargo, los sufijos agregados a tales palabras también concuerdan con la vocal de la última sílaba:
- memur
- domates
- hakim
- otobüs
- (funcionario)
- (tomate)
- (juez)
- (autobús)

Sin embargo, hay un pequeño número de palabras "turcas" que no concuerdan con la regla, estos son las palabras que han cambiado por el tiempo:
anne (madre), kardeş (hermano), elma (manzana), haydi (anda), hadi (anda), hangi (cuál), dahi (también), hani (dónde), şişman (gordo), inanmak (creer)
La mayoría de las palabras que terminan en vocal posterior + "l" hacen su respectivo cambio a vocal anterior para la siguiente sílaba:
- Senegalliler
- alkolü
- festivali
- petroller
- kabulü
- meşgulsün

Pero İspanyollar e İsrailliler cumplen la regla
Algunas palabras compuestas no cumplen la armonía de las vocales (por ejemplo: bilgisayar (ordenador/computadora), formado por bilgi (información) y sayar (calculador)
ilkbahar (primavera), formada por ilk (primero) y bahar (primavera)
Además, los siguientes sufijos son invariables, por lo que no cambian con la "armonía vocálica":
-ken
-ki
-yor
-mtrak
-leyin

### Armonía Consonantal - Ünsüz uyumu
Las consonantes en turco se clasifican en dos grupos principales: Las sonoras (titremli ünlüler) y las sordas (titremsiz ünlüler), y estas últimas en dos grupos así:
1. Las sonoras b c d g ğ h j l m n r v y z
2. Las fricativas sordas (titremsiz akıcı ünlüler): f h s ş
3. Las oclusivas y africadas sordas (titremsiz kapanmalı ünlüler): ç k p t

En las palabras que terminan por consonante sorda los sufijos que se añadan también comienzan con otra vocal sorda. Este fenómeno de ensordecimiento consonantal se aplica principalmente a los sufijos que comienzan por c, g o t:  (c-ç g-k d-t). Si termina en vocal sonora entonces debe también iniciar en consonante sorda (salvo raras excepciones).
- kitap + cı : kitapçı
- öğren + ci : öğrenci
- çalış + gan : çalışkan
- sıkıl + gan : sıkılgan
- sınıf + da : sınıfta
- okul + da : okulda

### Sonorización Consonantal - Ünsüz yumuşaması
Las consonantes sordas o fuertes se sonorizan en presencia de vocal. Esta regla no aplica a los monosílabos como aç, ak, dik, ek, geç, gık. Aunque no se aplica tampoco a las palabras de origen extranjero como ahlak, erzak, merak, mikroskop, hukuk o nombres propios como Facebook y Zonguldak, si se hace la diferencia en la lengua hablada.
- borç: (onun) borcu
- ayak: (benim) ayağım
- tat : (yemeğin) tadı
- kap : ayakkabı
- Zonguldak'a giderim
- Facebook'a hoşgeldiniz
- Üsküp'e uçan havayolları

- deuda: su (él/ella) deuda
- pie: mi pie
- sabor: el sabor de la comida
- cobertor: zapato
- voy a Zonguldak
- bienvenidos a Facebook
- Las aerolíneas que vuelan a Skopie (Macedonia del Norte)

### Elisión - Ünsüz düşmesi
Los nombres bisílabos de varios órganos del cuerpo al igual que de palabras de origen árabe sufren la pérdida de su última vocal cuando se agregan sufijos para formar nuevas palabras.
Turcas
- göğüs :
- karın :
- omuz :
- ağız :
- burun :
- pecho
- estómago
- hombro
- boca
- nariz
- tavuk göğsü
- karnım ağrıyor
- onun omzu
- ağzımız kurudu
- burnu akıyor
- pechuga de pollo
- me duele el estómago
- su hombro
- nuestra boca se secó
- él tiene flujo nasal

Árabes
- fikir: benim fikrim
- şehir: Türkiye'nın başşehri

### Partes de la oración - Sözcük türü
Las oraciones en turco constan de 8 partes
- Ad (isim): Sustantivo
- Eylem (fiil): Verbo
- Sıfat: Adjetivo
- Belirteç (zarf): Adverbio
- İlgeç (edat): Partícula de preposición
- Adıl (zamir): Pronombre
- Ünlem: Exclamación
- Bağlaç: Conjunción

### El orden de las palabras en la frase
- Algunas normas:
  - Los adjetivos preceden al sustantivo.

Ej.: büyük ev - casa grande (grande casa)
- - El locativo suele ir al principio de oración.

Ej.: Masada bir kalem var - hay un lápiz en la mesa (en la mesa un lápiz hay)

## El sustantivo

### Número
- En turco existen dos números, singular y plural. La forma del plural se obtiene con la ayuda del sufijo -lar (siguiendo a las vocales a/ı/o/u) o -ler (siguiendo a e/i/ö/ü).

Ej.: kitaplar (libros), mumlar (velas), perdeler (cortinas), öğrenciler (estudiantes)
- El sufijo de plural no se utiliza cuando el sustantivo vaya acompañado de un numeral:

Ej.: iki (tane) portakal - dos naranjas (dos piezas de naranja)

### Declinación
En turco hay seis casos (nominativo, acusativo, dativo, genitivo, locativo y ablativo).
- El nominativo (yalın hal) se emplea simplemente para denominar un nombre, y sus funciones principales son las de sujeto de la oración y objeto directo indeterminado del verbo. Se forma con la raíz del sustantivo sin añadir ninguna terminación.

- El acusativo (belirtme hali) define sobre qué objeto recae la acción del verbo. En español equivale al complemento directo del verbo (ej.: cantar una canción, leer un libro, ver una película). Pero a diferencia de otros idiomas, como en latín, el objeto directo del verbo no siempre va en acusativo, puesto que a veces aparece en nominativo. La terminación del acusativo es -i.

- El dativo (yönelme hali) tiene dos valores diferentes. Por un lado indica la dirección (voy al parque), y por otro el beneficiario de la acción del verbo u objeto indirecto (doy un regalo a mi hermano). La terminación es -a/-e.
  - El objeto indirecto también se puede expresar mediante la construcción nominativo + posposición "için" (para).

- El locativo (bulunma hali) expresa el lugar en el que transcurre la acción del verbo. Se construye añadiendo una de las siguientes terminaciones al sustantivo, siguiendo las reglas de armonía vocálica:

-da: la última vocal es a,ı,o, u y la última consonante es sonora (lokantada - en el restaurante).
-ta: la última vocal es a,ı,o, u y la última consonante es sorda (parkta - en el parque).
-de: la última vocal es e, i,ö,ü y la última consonante es sonora (üniversitede - en la universidad).
-te: la última vocal es e, i,ö,ü y la última consonante es sorda (markette - en el mercado).
- El ablativo (ayrılma hali) expresa el origen de una acción. Sus terminaciones son -dan, -tan, -den o -ten (siguiendo las mismas reglas que para el locativo).

### Orden de los sufijos
- raíz del sustantivo + plural + posesivo + caso + -ki

### Expresión de la existencia/inexistencia: los sustantivosvaryyok
En español, la existencia de un elemento se expresa mediante el verbo haber en su forma "hay". En turco se expresa mediante la utilización de los siguientes sustantivos:
- var: expresa la existencia de un objeto. Ej.:

Masada kalem var (en la mesa hay un boli)
- yok: expresa la inexistencia de algo. Ej.:

Ofiste su yok (en la oficina no hay agua)
Estos sustantivos también se emplean para expresar la posesión de la misma forma que lo hace el verbo "tener" en español. En turco, la construcción es la siguiente:
- construcción de genitivo + var/yok

Benim bir arabam var (tengo un coche).
Ahmet'in büyük bir evi var (Ahmet tiene una casa grande)
Onun (hiç) arkadaşı yok (él no tiene amigos)
- Ambas construcciones se pueden expresar en pasado añadiendo las terminaciones -mış o -tı:

varmış, vardı (había)
yokmuş, yoktu (no había)

## El adverbio

### Pronombres
|           | singular | singular | singular | plural | plural | plural   |
|           | 1.ª      | 2.ª      | 3.ª      | 1.ª    | 2.ª    | 3.ª      |
| --------- | -------- | -------- | -------- | ------ | ------ | -------- |
| Absoluto  | ben      | sen      | o        | biz    | siz    | onlar    |
| Acusativo | beni     | seni     | onu      | bizi   | sizi   | onları   |
| Dativo    | bana     | sana     | ona      | bize   | size   | onlara   |
| Locativo  | bende    | sende    | onda     | bizde  | sizde  | onlarda  |
| Ablativo  | benden   | senden   | odan     | bizden | sizden | onlardan |
| Genitivo  | benim    | senin    | onun     | bizim  | sizin  | onların  |

En turco, los adverbios (palabras que completan el significado de los verbos, los adjetivos u otros adverbios en respuesta a las preguntas "¿cuándo?", "¿dónde?", "¿cuánto?" y "¿cómo?", se dividen en cuatro grupos según sus funciones y significados:

### Adverbios de tiempo (Zaman belirteçleri)
Son las palabras que indican el "tiempo" de la acción. Los principales adverbios de tiempo son los siguientes:
- sonra 	después,
- henüz 	todavía,
- şimdi 	ahora,
- daha 	todavía,
- dün 	ayer,
- hâlâ 	aún,
- bugün 	hoy,
- hemen 	en seguida,
- yarın 	mañana,
- derhal 	inmediatamente,
- önceki gün 	anteayer,
- erken 	temprano,
- ertesi gün 	el día siguiente,
- geç 	tarde,
- geçen gün 	el otro día,
- vaktiyle 	antiguamente,
- sabahleyin 	por la mañana,
- önce 	antes,
- akşamleyin 	por la tarde,
- o zaman 	entonces,
- akşamüstü 	por la tarde,
- günlerce 	durante días,
- bazen 	a veces,
- sonunda 	por fin,
- gece 	en la noche,
- demin 	hace un minuto,
- gündüz 	en el día,
- çabucak 	rápidamente.

### Adverbios de lugar (Yer belirteçleri)
Son las palabras que determinan el "lugar" o la "dirección" de la acción:
- yukarı 	arriba
- aşağı 	abajo
- ileri 	adelante
- geri 	atrás
- içeri 	dentro
- dışarı 	fuera
- uzak 	lejos
- yakın 	cerca

En turco, los adverbios de lugar se utilizan de la siguiente manera:
- Se utilizan en caso acusativo dentro de una "relación posesiva":

o evin arkası (detrás de la casa)
o pencerenin önü (delante de la ventana)
o binanın sağı (la derecha del edificio)
o kulenin solu (la izquierda de la torre)
o bahçenin ortası (el centro del jardín)
- Pueden tomar los demás sufijos de los casos del sustantivo:

o sağa (a la derecha)
o sola (a la izquierda)
o içerde (adentro)
o dışarıda (fuera)
o yukarıdan (desde arriba)
o soldan (por la izquierda)
- Pueden tomar los sufijos de acusativo de una "relación posesiva" junto con los demás sufijos de los casos del sustantivo:

o toprağın altında (debajo de la tierra)
o damın üştünde (sobre el tejado)
o evin yanında (al lado de la casa)
o binanın önünden (enfrente del edificio)
o ağacın sağına (a la derecha del árbol)
o okulun yakınında (cerca del colegio)
- Pueden tomar el sufijo del plural -lar (-ler) junto con los sufijo de los casos del sustantivo:

o yakınlarda (en las cercanías)
o evin yakınlarında (en las cercanías de la casa)
o uzaklarda (a lo lejos)
o uzaklardan (de lo lejos)

### Adverbios de cantidad (Ölçü belirteçleri)
Son los adverbios que determinan la "cantidad" de la acción:
- çok 	mucho; muy
- az 	poco
- daha çok 	más
- bu kadar 	tanto
- biraz 	un poco
- oldukça 	bastante
- çok fazla 	demasiado

### Adverbios de calificación (Niteleme belirteçleri)
Son los adverbios que indican una "cualidad" de la acción:
- öyle 	así
- böyle 	de este modo
- şöyle 	así
- çok iyi 	muy bien
- çokfena 	muy mal
- mutlaka 	absolutamente
- hiç 	de ningún modo
- belki 	quizá
- elbette 	por supuesto
- uzun uzun 	largamente
- birdenbire 	de repente
- hemen hemen 	casi

#### Adverbios de calidad (Nitelik belirteçleri)
Indican la "calidad" de la acción:
```
   * İyi duymadım (No oí bien)
   * Sessizce girdi (Entró silenciosamente)
   * Güzel giyinir (Se viste bien)
```

Se pueden derivar adverbios de algunos adjetivos o sustantivos, con la ayuda del sufijo -ca (-ce):
```
   * aptal (tonto) -> aptalca (tontamente)
   * güzel (bello) -> güzelce (bellamente)
   * çocuk (niño/a) -> çocukça (puerilmente, infantilmente)
   * erkek (hombre) -> erkekçe (virilmente)
```

En turco, los adjetivos pueden ser utilizados como adverbios:
```
   * iyi (bueno) -> İyi düşün (Piénsalo bien)
   * yorgun (cansado/a) -> Yorgun görünüyorsun (Parece que estás cansado/a)
   * uslu (bueno/a, bien educado) -> Uslu ol (Pórtate bien)
```

#### Adverbios de modo (Durum belirteçleri)
Indican el "modo"de la acción:
```
   * Ağlayarak konuştu (Habló llorando)
   * Korkmadan söyle (Dilo sin miedo)
   * Yavaş yavaş sallanıyor (Se balancea lentamente)
```

#### Adverbios intensivos (Pekiştirme belirteçleri)
Son los mismos adjetivos intensificadores utilizados como adverbio:
```
   * Odayı tertemiz yaptı (Hizo el cuarto "requetelimpio")
   * Elleri simsiyah oldu (Sus manos se hicieron muy negras)
   * Onu büsbütün unuttum (Se me ha olvidado del todo)
```

#### Adverbios diminutivos (Küçültme belirteçleri)
Son los mismos adjetivos diminutivos utilizados como adverbio:
```
   * Çabucak hazırlandı (Se preparó "rapidito")
   * Saçımı kısacık kestim (Me he cortado el pelo "cortito")
   * Hemencecik yanıtladı (Contestó "en seguidita")
```

#### Adverbios de similitud o aproximación (Yakınlık veya yaklaşıklık belirteçleri)
Indican la "similitud" de una calidad de la acción:
```
   * Hemen hemen herkes geldi (Han llegado casi todos)
   * Aşağı yukarı herkesi tanıyorum (Conozco más o menos a todo el mundo)
   * Kendimi şöyle böyle hissediyorum (Me siento más o menos bien)
```

#### Adverbio condicional (Koşul belirteci)
Es la palabra eğer (si):
```
   * Eğer gelirsen ara (Llámame si vienes)
   * Eğer istersen yapabilirsin (Puedes hacerlo si quieres)
   * Eğer oradaysa haber ver (Avísame si está allí)
```

#### Adverbios de repetición (Yineleme belirteçleri)
Indican la "repetición" o la "continuación" de la acción:
```
   * Yine gel (Ven otra vez)
   * Tekrar düşün (Piénsalo otra vez)
   * İkide bir sözümü kesme (No me interrumpas a cada rato)
```

#### Adverbios de afirmación (Kesinlik belirteçleri)
Afirman la "certeza" de la acción:
```
   * Mutlaka gelir (Vendrá sin falta)
   * Tıpkı babasına benziyor (Es exactamente como su padre)
   * Elbette tanıyorum (Claro que lo conozco)
```

#### Adverbio de deseo (Dilek belirteçleri)
Indican el "deseo" para la realización de la acción:
```
   * Keşke gelse (Ojalá que venga)
   * İnşallah görüşürüz (Nos veremos si Dios quiere)
   * Ne olur beni ara (Por favor, llámame)
```

#### Adverbios de posibilidad o duda (Olasılık veya kuşu belirteçleri)
Indican la "posibilidad" o la "duda" para la realización de la acción:
```
   * Herhalde gelecek (Posiblemente vendrá)
   * Belki görüşürüz (Tal vez nos veamos)
   * Bakalım ne yaptı (A ver qué hizo)
```

#### Adverbios distributivos (Üleştirme belirteçleri)
Son los mismos adverbios distributivos utilizados como adverbio:
```
   * Birer birer dağıttı (Repartió uno por uno)
   * İkişer ikişer yürüyorlar (Están caminando de dos en dos)
   * Birer ikişer geldiler (Llegaron uno o dos a la vez)
```

#### Adverbio de respuesta (Yanıt belirteçleri)
```
   * Evet geldi (Sí, ha llegado)
   * Hayır görmedim (No, no he visto)
   * Peki (De acuerdo)
   * Elbette (Por supuesto)
   * Kuşkusuz (Sin duda)
```

### Adverbios demostrativos (Gösterme belirteçleri)
Son los adverbios que demuestran la "realización" de la acción:
```
   * İşte geliyor (Ahí viene)
   * Ta orada oturuyor (Vive allá lejos)
   * Ta Ezurum'dan geldi (Ha venido desde la ciudad lejana de Ezurum)
```

### Adverbios interrogativos (Soru belirteçleri)
Son los adverbios que interrogan la realización de la acción:
```
   * Niçin gelmedin? (¿Por qué no has venido?)
   * Nereden geliyor? (¿De dónde viene?)
   * Nasıl anladın? (¿Cómo lo has adivinado?)
```

### Adverbios según su estructura
En turco, los adverbios se dividen en cuatro grupos según la estructura de la palabra:
1) Adverbios simples (Yalım belirteçler)
Son los adverbios en su forma simple:
```
   * İyi çalış (Estudia bien)
   * Yavaş konuş (Habla despacio)
   * Dün geldi (Llegó ayer)
```

2) Adverbios compuestos (Bileşik belirteçler)
Son los adverbios compuestos de dos o más palabras:
```
   * bu (esto) + gün (día) = bugün (hoy)
   * akşam (tarde) + üst (sobre)= akşamüstü (por la tarde)
   * her (cada) + hal (modo) = herhalde (de todos modos)
```

3) Adverbios en grupos (Öbekleşmiş belirteçler)
Son los grupos de dos o más adverbios utilizados juntos:
yarın akşam 	mañana por la tarde
dün gece 	anoche
daha çok 	más
ağır ağır 	lentamente
biraz daha 	un poco más
öğleden sonra 	por la tarde
4) Adverbios derivados (Türemiş belirteçler)
Son los adverbios derivados con la ayuda de un sufijo:
```
   * kiş (invierno) -> kişin (en invierno)
   * yaz (verano) -> yazın (en verano)
   * sabah (mañana) -> sabahleyin (por la mañana)
   * gece (noche) -> geceleyin (por la noche)
```

## Las preposiciones
El valor de algunas preposiciones castellanas se expresan en turco mediante posposiciones. Son palabras independientes que, al contrario que en castellano, se colocan detrás de las palabras a las que acompaña. Las diferentes construcciones posposicionales exigen además que el sustantivo vaya declinado en algún caso.
- için (para)
- gibi (como)
- -e kadar (hasta)
- ile (con, y)
- hakkında (sobre)
- göre (según)
- önce (antes de)
- sonra (después de)
- beri (desde)

Muchas preposiciones de lugar castellanas se expresan en turco mediante construcciones de genitivo con los siguientes sustantivos:
- iç (interior)
- dış (exterior)
- alt (parte inferior)
- üst (parte superior)
- ön (parte delantera)
- arka (parte trasera)
- orta (medio)
- ara (intervalo)
- yan (lado)

## El verbo
En turco, el sufijo de infinitivo es -mak o -mek (dependiendo de la última vocal de la raíz del verbo, ya que sigue la regla de la armonía de la vocales).

### Verbos copulativos ser y estar (Koşaç Tümcesi)
El verbo ser o estar en el presente y el pasado del indicativo es representado por una serie de sufijos que representan el Verbo copulativo (Koşaç Tümcesi). En la tercera persona del singular el prefijo dır se usa para generalidades y registro en la lengua escrita y normalmente se omite en la lengua hablada. Para el futuro del indicativo se usa el verbo auxiliar Olmak.
Ben: [a,ı] -ım(-yım) / [e,i] -im(-yim) / [o,u] um(-yum) / [ö,ü] üm(-yüm) <-> Yo: soy, estoy
Sen: [a,ı] –sın / [e,i] –sin / [o,u] –sun / [ö,ü] –sün <-> Tú: eres, estás
O: [a,ı] -dır, -tır / [e,i] -dir, -tir / [o,u] -dur, -tur / [ö,ü] -dür, -tür <-> Él/Ella: es, está
Siz: [a,ı] –sınız / [e,i] –siniz / [o,u] –sunuz / [ö,ü] –sünüz <-> Usted: es, está
Biz: [a,ı] –ız(-yız) / [e,i] – iz(-yiz) / [o,u] – uz(-yuz) / [ö,ü] – üz(-yüz) <-> Nosotros / as: somos, estamos
Siz: [a,ı] –sınız / [e,i] –siniz / [o,u] –sunuz / [ö,ü] –sünüz <-> Vosotros / as: sois, estáis, (España) Ustedes: son, están (Latinoamérica)
Onlar: [a,ı] -dırlar, -tırlar / [e,i] -dirler, -tirler / [o,u] -durlar, -turlar / [ö,ü] -dürler, -türler <-> Ellos / as: son, están
Sizler: [a,ı] –sınız / [e,i] –siniz / [o,u] –sunuz / [ö,ü] –sünüz <-> Ustedes: son, están (Usado en la lengua formal y literaria)
El verbo auxiliar “Olmak”, se integra en las palabras, como un sufijo que indica la persona.

### Relación de sufijos.
|              | Pronombre | Castellano            | Sufijos | Sufijos | Sufijos | Sufijos |
| ------------ | --------- | --------------------- | ------- | ------- | ------- | ------- |
| vocal previa | -         | -                     | a, ı.   | e, i.   | o, u.   | ö, ü.   |
|              | Ben       | Yo                    | ım      | im      | um      | üm      |
|              | Sen       | Tú                    | sın     | sin     | sun     | sün     |
|              | O         | Él /Ella              | -       | -       | -       | -       |
|              | Biz       | Nosotros / as         | ız      | iz      | uz      | üz      |
|              | Siz       | Vosotros / as Ustedes | sınız   | siniz   | sunuz   | sünüz   |
|              | Onlar     | Ellos /Ellas          | lar     | ler     | lar     | ler     |

Ejemplo 1:
öğrenci: estudiante
ben öğrenciyim -> yo soy estudiante
sen öğrencisin -> tú eres estudiante
o öğrencidir -> él/ella es estudiante
siz öğrencisiniz -> usted es estudiante
biz öğrenciyiz -> nosotros/as somos estudiantes
siz öğrencisiniz -> vosotros/as sois estudiantes, ustedes son estudiantes
onlar öğrencidirler -> ellos/as son estudiantes
sizler öğrencisiniz -> ustedes son estudiantes
Ejemplo 2:
üzgün: triste
ben üzgünüm -> yo estoy triste
sen üzgünsün -> tú estás triste
o üzgündür -> él/ella está triste
siz üzgünsünüz -> usted está triste
biz üzgünüz -> nosotros/as estamos tristes
siz üzgünsünüz -> vosotros/as estáis tristes, ustedes están tristes
onlar üzgündürler -> ellos/as están tristes
sizler üzgünsünüz -> ustedes están tristes
Ejemplos por Ser
1.	Ben Carlos’um o Carlos’um -> Yo soy Carlos o Soy Carlos
2.	Türkiye büyük bir ülkedir -> Turquía es un gran país
3.	Biz Arkadaşız o Arkadaşız -> Nosotros somos amigos o Somos amigos
4.	Onlar İspanyoldurlar o İspanyollar -> Ellos son de España o Son de España
5.	Elmalar kırmızı yada yeşildirler -> Las manzanas son rojos o verdes
6.	Siz Türk müsünüz? Türk müsünüz? -> ¿ Es usted Turco? o ¿ Es Turco?
7.	Arabam beyaz değildir -> Mi coche no es blanco
8.	Sen Arjantinlisin - Arjantinlisin ->  Tú eres Argentina(o) o Eres Argentina(o)
9.	Juan ve Ben kardeş değiliz -> Juan y yo no somos hermanos
10.	İspanya’nın başkenti Madrid’dir -> La capital de España es Madrid
11.	O Öğrencidir - Öğrencidir -> Él es estudiante o Es estudiante
12.	Deniz mavidir -> El mar es azul
13.	Japonlar ve Çinliler Avrupalı değildirler -> Los japoneses y los chinos no son Europeos
14.	Ben öğretmenim - Öğretmenim -> Yo soy profesora o Soy profesora
15.	Demir bir metaldir -> El hierro es un metal
16.	Sen zeki misin? o Zeki misin? -> ¿ Eres tú İnteligente? o ¿ Eres İnteligente?
17.     Nokta virgül değildir -> El punto no es la coma
18.     Siz kardeşsiniz o Kardeşsiniz -> Vosotras sois hermanas o Sois hermanas
19.     Babamın işi kolaydır -> El trabajo de mi padre es fácil
Ejemplos por Estar
1.	Ben okuldayım - okuldayım -> Yo estoy en escuela o Estoy en escuela
2.	Annem ve Babam çok hastadırlar -> Mi madre y mi padre están enfermos
3.	Kitap masanın üstündedir -> El libro está sobre de la mesa
4.	O Fransa’dadır - Fransa’dadır -> Ella está en Francia o Está en Francia
5.	Biz şu anda sınıftayız o Şu anda sınıftayız -> Nosotros estamos en clase ahora o Estamos en clase ahora
6.	Kedi ağaçtadır -> El gato está en el árbol
7.	İspanya Avrupa’dadır -> España está en Europa
8.	Onlar derstedirler o Derstedirler -> Ellos están en lección o Están en lección
9.	Kitaplar ve defterler çantadadırlar -> Los libros y los cuadernos están en la bolsa
10.	Nasılsın? Çok iyiyim -> ¿Cómo estás?  Estoy muy bien
- Raíz de los verbos

## Tiempos Verbales

### Tiempos verbales simples

#### Presente Habitual (Geniş Zaman)
Formación: raíz verbal + -(a/e/ı/i/u/ü/-)r- + sufijo de persona
1. "yazmak" (escribir):

- yazarım (escribo)
- yazarsın (escribes)
- yazar (escribe)
- yazarız (escribimos)
- yazarsınız (escribís/uds escriben/ud escribe)
- yazarlar (escriben)
- yazmam (no escribo)
- yazmazsın (no escribes)
- yazmaz (no escribe)
- yazmayız (no escribimos)
- yazmazsınız (no escribís/uds no escriben/ud no escribe)
- yazmazlar (no escriben)

1. "içmek" (beber):

- içerim (bebo)
- içersin (bebés)
- içer (bebe)
- içeriz (bebemos)
- içersiniz (bebéis/uds beben/ud bebe)
- içerler (beben)
- içmem (no bebo)
- içmezsin (no bebes)
- içmez (no bebe)
- içmeyiz (no bebemos)
- içmezsiniz (no bebéis/uds no beben/ud no bebe)
- içmezler (no beben)

1. "koşmak" (correr):

- koşarım (corro)
- koşarsın (corres)
- koşar (corre)
- koşarız (corremos)
- koşarsınız (corréis/uds corren/ud corre)
- koşarlar (corren)
- koşmam (no corro)
- koşmazsın (no corres)
- koşmaz (no corre)
- koşmayız (no corremos)
- koşmazsınız (no corréis/uds no corren/ud no corre)
- koşmazlar (no corren)

1. "yüzmek" (nadar):

- yüzerim (nado)
- yüzersin (nadas)
- yüzer (nada)
- yüzeriz (nadamos)
- yüzersiniz (nadáis/uds nadan/ud nada)
- yüzerler (nadan)
- yüzmem (no nado)
- yüzmezsin (no nadas)
- yüzmez (no nada)
- yüzmeyin (no nadamos)
- yüzmezsiniz (no nadáis/uds no nadan/ud no nada)
- yüzmezler (no nadan)

#### Presente Actual (Şimdiki Zaman)
Perifrasis del verbo estar más gerundio
Formación: raíz verbal + -(i/ı/u/ü)yor- + sufijo de persona
1. "içmek" (beber):

- içiyorum (estoy bebiendo)
- içiyorsun (estás bebiendo)
- içiyor (está bebiendo)
- içiyoruz (estamos bebiendo)
- içiyorsunuz (estáis/uds están/ud está bebiendo)
- içiyorlar (están bebiendo)
- içmiyorum (no estoy bebiendo)
- içmiyorsun (no estás bebiendo)
- içmiyor (no está bebiendo)
- içmiyoruz (no estamos bebiendo)
- içmiyorsunuz (no estáis/uds están/ud está bebiendo)
- içmiyorlar (no están bebiendo)

#### Pretérito Narrativo (Geçmiş Zaman Hikaye Kipi)
Formación: raíz verbal + -(d/t)(ı/i/u/ü) + sufijo de persona
1. "korkmak" (asustarse):

- korktum (me asusté)
- korktun (te asustaste)
- korktu (se asustó)
- korktuk (nos asustamos)
- korktunuz (os asustasteis/uds se asustaron/ud se asustó)
- korktular (se asustaron)
- korkmadım (no me asusté)
- korkmadın (no te asustaste)
- korkmadı (no se asustó)
- korkmadık(no nos asustamos)
- korkmadınız (no os asustasteis/uds no se asustaron/ud no se asustó)
- korkmadılar (no se asustaron)

#### Pretérito Inferencial (Geçmiş Zaman Rivayet Kipi)
Formación: raíz verbal + -m(ı/i/u/ü)ş- + sufijo de persona
Acción del pasado de la cual no se tiene certeza, sea una suposición, un evento en el cual no se estuvo presente o ha sido oído por el interlocutor. Se usa frecuentemente en la literatura para narrar historias. En el caso de la primera persona del singular (yo) su uso se restringe a sucesos ocurridos en un periodo de inconsciencia (me he desmayado, estaba ebrio) o que no se recuerdan (creo que olvidé algo).
1. "yapmak" (hacer):

- yapmışım (hice) Me contaron que hice algo (estaba insconsciente)
- yapmışsın (hiciste) Supe que hiciste algo (me han contado, supongo, no te diste cuenta, hiciste algo que yo no vi)
- yapmış (hizo)
- yapmışız (hicimos)
- yapmışsınız (hicisteis/uds hicieron/ud hizo)
- yapmışlar (hicieron)

- yapmamışım (no hice)
- yapmamışsın (no hiciste)

- yapmamış (no hizo)
- yapmamışız (no hicimos)
- yapmamışsınız (no hicisteis/uds no hicieron/ud no hizo)
- yapmamışlar (no hicieron)

#### Futuro (Gelecek Zaman)
Formación: raíz verbal + -aca(k/ğ)-/-ece(k/ğ)- + sufijo de persona
1. "girmek" (entrar):

- gireceğim (entraré)
- gireceksin (entrarás)
- girecek (entrará)
- gireceğiz (entraremos)
- gireceksiniz (entrareis/uds entrarán/ud entrará)
- girecekler (entrarán)
- girmeyeceğim (no entraré)
- girmeyeceksin (no entrarás)
- girmeyecek (no entrará)
- girmeyeceğiz (no entraremos)
- girmeyeceksiniz (no entrareis/uds no entrarán/ud no entrará)
- girmeyecekler (no entrarán)

### Tiempos Compuestos Narrativos (Hikaye Kipi)

#### Presente Actual Narrativo (Pretérito Imperfecto) (Şimdiki Zaman Hikaye Kipi)
Formación: raíz verbal + -iyor/ıyor/üyor/uyor- + -du- + sufijo de persona
1. "yazmak" (escribir):

- yazıyordum (yo estaba escribiendo, yo he estado escribiendo)
- yazıyordun (estabas escribiendo, has estado escribiendo)
- yazıyordu (él estaba escribiendo, ha estado escribiendo)
- yazıyorduk (estabamos escribiendo, hemos estado escribiendo)
- yazıyordunuz (estabaís escribiendo, habeís estado escribiendo/uds estaban escribiendo/ud estaba escribiendo)
- yazıyorlardı (estaban escribiendo, han estado escribiendo)
- yazmıyordum (yo no estaba escribiendo, no he estado escribiendo)
- yazmıyordun (no estabas escribiendo, no has estado escribiendo)
- yazmıyordu (ella no estaba escribiendo, no ha estado escribiendo)
- yazmıyorduk (no estabamos escribiendo, no hemos estado)
- yazmıyordunuz (no estabais escribiendo/uds no estaban escribiendo/ud no estaba escribiendo)
- yazmıyorlardı (no estaban escribiendo, no han estado escribiendo)

#### Presente Habitual Narrativo (Pretérito Imperfecto) (Geniş Zaman Hikaye Kipi)
Se usa en algunos contextos adicionalmente como sustituto del condicional
Formación: raíz verbal + -(a/e/i/ı/u/ü/-)r- + -du- + sufijo de persona
1. "yazmak" (escribir):

- yazardım (yo escribía/escribiría)
- yazardın (escribías)
- yazardı (él escribía)
- yazardık (escribíamos)
- yazardınız (escribíais/uds escribían/ud escribía)
- yazardılar (escribían)
- yazmazdım (yo no escribía)
- yazmazdın (no escribías)
- yazmaz (ella no escribía)
- yazmazdık (no escribíamos)
- yazmazdınız (no escribíais/uds no escribían/ud no escribía)
- yazmazdılar (no escribían)

#### Futuro Narrativo (Futuro Imposible) (Gelecek Zaman Hikaye Kipi)
Perífrasis de ir + pretérito imperfecto. Se usa en algunos contextos adicionalmente como sustituto del condicional
Formación: raíz verbal + -(a/e/i/ı/u/ü/-)r- + -du- + sufijo de persona
1. "yazmak" (escribir):

- yazacaktım (iba a escribir) pero no lo hice
- yazacaktın (ibas a escribir)
- yazacaktı (él iba a escribir)
- yazacaktık (íbamos a escribir)
- yazacaktınız (íbais/iban/iba a escribir)
- yazacaktılar (iban a escribir)
- yazmayacaktım (no iba a escribir) pero lo hice
- yazmayacaktın (no ibas a escribir)
- yazmayacaktı (no iba a escribir)
- yazmayacaktık (no íbamos a escribir)
- yazmayacaktınız (no ibais/iban/iba a escribir)
- yazmayacaktılar (no iban a escribir)

### Modos

#### Imperativo (Emir Kipi)
Formación: raíz verbal + sufijo de persona
Para la 2 persona del plural (-un) es de uso común mientras que (-unuz) es de uso oficial.
1. "okumak" (leer):

- Afirmativo
- oku (lee)
- okusun (que lea) orden para el/ella
- okuyun(uz) (leed/lean (uds)/lea (ud))
- okusunlar (que lean) orden para ellos
- Negativo
- okuma (no leas)
- okumasın (que no lea) orden para el/ella
- okumayın(ız) (no leáis/lean (uds)/lea (ud))
- okumasınlar (que no lean) orden para ellos

#### Optativo (Istek Kipi)
Formación: raíz verbal + (y) + -a/e- + sufijo de persona
1. "almak" (tomar):

- alayım (voy a tomar) Acción planeada a efectuarse de inmediato
- alasın (ve y lo tomas) Consejo, invitación
- alalım (vamos a tomar) Sugerencia
- alasınız (id y lo tomáis/vayan y lo toman/vaya y lo toma) Consejo, invitación
- alalar (que ellos lo tomen) Consejo, invitación

#### Potencial (Yeterlik)
Reemplaza al verbo poder del español en diversas formas y tiempos verbales (-(y)ebil-/-(y)eme)
La forma potencial afirmativa y su contraparte negativa constan de sufijos muy diferentes:
Presente actual
- Halil Mutlu halterde 320 kg. kaldırabiliyor ama ben kaldıramıyorum.
- Halil Mutlu (campeón de halterofilia) puede levantar 320 kg en halteras pero yo no puedo.

Pasado
- Sınavda tarih sorularını cevaplayabildim ama diğerlerini cevaplayamadım.
- Pude responder las preguntas de historia en el examen pero no pude responder las otras (preguntas).

Futuro
- Seni en çok 15 dk.(dakkika) bekleyebileceğim.
- Te podré esperar máximo 15 minutos.

Presente habitual
- Metro ile hangi semtlere gidebiliriz?
- En metro, ¿a qué lugares podemos ir?

## Otros sufijos funcionales

### Conjunciones (bağalaçlar)
- ile : y; Murat ile Oya sinemaya gidiyor. Murat y Oya van (ahora) al cine.

### Preposiciones (ilgeçler)
Distancia o duración
- -(y)e kadar: hasta; Ofise kadar yürüyorum. Camino hasta la oficina.
- A-den B-(y)e kadar: desde A hasta B; Saat dokuzdan on bire kadar. Desde las nueve hasta las once (horas).
- -den önce: antes de; Otobüs Ankara'dan önce durmuyor. El bus no se detiene antes de (llegar a) Ankara.
- -den sonra: después de; Asansöre 1. kattan sonra biniyorum. Me subo después del 1° piso al ascensor.
- ile, (y)le: con; Murat Oya ile sinemaya gidiyor (Murat Oya'yla sinemaya gidiyor). Murat va (ahora) al cine con Oya.

### Participios Adverbios (ulaçlar)
- (y)ken: Cuando (Remitiéndose a un momento particular); O hastayken biz burada değildik. Nosotros no estuvimos aquí cuando él estaba enfermo.

### Demostrativos (ilgi eki)
- -ki: (demostrativo de tiempo, de lugar o de pertenencia) éste, aquel señalando un sustantivo en particular:
  - geçen seneki diploma töreni; la ceremonia de graduación del año pasado (¿cuál? la del año pasado, de una fecha en particular)
  - Sınıftaki öğrenciler: los alumnos de la (que están en esa/esta) clase (¿cuáles? los que están en esa clase,  un grupo en particular)
  - benimki kitabım -> benimki; mi libro, el mío (¿cuál? el mío, un objeto en particular perteneciente a alguien)

## Oraciones coordinadas y subordinadas

### Principales nexos coordinantes
- ve (y)
- ama (pero)

### Oraciones subordinadas
- causales
  - çünkü (porque)
- condicionales

## Conversación
- Mustafa: Merhaba, Benim adım Mustafa (Hola, mi nombre es Mustafa)
- Ali: Merhaba, benim adım da Ali (Hola, mi nombre también es Ali)
- Mustafa: Ali, Nasılsın? (¿Cómo estás, Ali?)
- Ali: Çok iyiyim, Mustafa. Sen nasılsın? (Muy bien Mustafa, y tú)